# Tipula (Tipula) consobrina
Tipula (Tipula) consobrina is een tweevleugelige uit de familie langpootmuggen (Tipulidae). De soort komt voor in het Afrotropisch gebied.